# Onze-Lieve-Vrouw van Altijddurende Bijstandkerk (Sint-Mariaburg)
De Onze-Lieve-Vrouw van Altijddurende Bijstandkerk is gelegen in Ekeren, in de wijk Sint-Mariaburg bij de Belgische stad Antwerpen. De kerk staat op het Van De Weyngaertplein en is de parochiekerk van de parochie Sint-Mariaburg. De kerk behoort, in tegenstelling tot de andere kerken op het Ekers grondgebied, tot het dekenaat Noorderkempen, federatie Kapellen.
De kerk is gewijd aan O.L.V. van Gedurige Bijstand.

## Geschiedenis
De Onze-Lieve-Vrouw van Altijddurende Bijstandkerk is de tweede kerk in Sint-Mariaburg. Het eerste kerkje, een kapel gewijd aan O.L.V van Gedurige Bijstand, werd gebouwd op het Mariaplein, aan de Kapelstraat in Sint-Mariaburg, Ekeren. De kapel werd opgetrokken in 1896 en afgebroken in 1911.
Tussen 1910 en 1911 liet Alfons Van de Weyngaert de huidige kerk, ontworpen door Floris Verbraeken, bouwen. De kerk kwam op het centrale, rechthoekige Van De Weyngaertplein. De beboomde straten werden in een rasterpatroon rond het plein aangelegd met bakstenen burgerhuizen, voorzien van voortuintjes.
Op 11 september 1910 werd de eerste steen gewijd, alhoewel de bouw van het hoogkoor al gevorderd was tot 1 meter boven de grond. En amper één jaar later, op 26 oktober 1911, zegende de pastoor-deken Adriaensen van Ekeren de kerk in.
De glasramen van het hoogkoor, gemaakt door de firma Hochreiter en Geyer, toonden geheimen van de Heilige Rozenkrans maar werden tijdens de Tweede Wereldoorlog beschadigd. Enkel het middendeel bleef gespaard. Ook de ramen van de  linkerzijbeuk werden grotendeels vernield.
In mei 1973 werd de haan van de toren gerukt door een blikseminslag waardoor ook het dak zwaar werd beschadigd.

## Gebouw
Het georiënteerde neogotische bakstenen gebouw bestaat uit een driebeukig schip met vier traveeën, een transept van één travee met vlakke sluiting en een koor met twee traveeën en een vijfzijdige koorsluiting. Aan de zuidkant staat een polygonale traptoren alsook de grote vierkante toren, 57 meter hoog, met vier geledingen en vier kleine spitsen en in het midden de polygonale spits. Met de haan en het kruis bereikt de toren een hoogte van 61,5 meter. Ook aan de zuidkant bevinden zich twee twee sacristieën. Aan het noordkant vind je dan twee bergplaatsen.
Zuilen met een koolbladkapiteel ondersteunen de natuurstenen spitsboogarcade. Ook de ribben van de bakstenen kruisribgewelven bestaan uit natuursteen

## Inrichting
De kruisweg dateert van 1912 en is van de hand van de beeldhouwer Frans De Vriendt.
Een communiebank gewijd in 1913, getekend door Pieter Peters en gemaakt door de Luikenaar J. Wilmotte.
Het hoogaltaar dateert uit 1932 en werd ontworpen door de gebroeders Devroye.